# Hannah Simone
Hannah Simone (Londres, 3 de agosto de 1980) é uma atriz e apresentadora britânico-canadense nascida no Reino Unido. Ela é mais conhecida por ter interpretado Cece Parekh na série de televisão americana New Girl do canal Fox.

## Biografia
Simone nasceu em Londres, Inglaterra. Seu pai é indiano e sua mãe é uma britânica de ascendência cipriota-grega, alemã e italiana. Ela tem um irmão chamado Zach. Simone passou sua infância em Calgary, Alberta, Chipre, Arábia Saudita e em seguida New Delhi com sua família, antes de se estabelecer em Vancouver  e terminar o ensino médio. Ela trabalhou como modelo quando ainda na sua adolescência.
Ela frequentou a University of British Columbia. Após seu primeiro diploma, ela retornou ao Reino Unido, Hounslow por um ano, onde trabalhou como diretora de direitos humanos e refugiados.

## Carreira
Em 2005, Simone fez a série "Canada's Space For Living" da HGTV, que foi seguido por um período de dois anos como VJ em MuchMusic Canadá 2006 a 2008. Mudou de Toronto para Los Angeles no final de 2008. 
Simone foi convidada para ser apresentadora do WCG Ultimate Gamer com Joel Gourdin no canal Syfy. A série estreou em 10 de março de 2009 e terminou após sua segunda temporada em 7 de outubro de 2010. Simone obteve maior reconhecimento após interpretar Cece Parikh na comédia da Fox "New Girl" junto com Zooey Deschanel.
Juntamente com Kate Upton e Génesis Rodríguez, ela foi destaque na campanha “What Women Want” da Gillette em 2013.
Em 2014, ela estrelou ao lado de Danny Trejo no videoclipe da banda Train "Angel in Blue Jeans".
Em 2016, ela estrelou o videoclipe "Same Air" do The Rocket Summer. Em 2017, ela sediou a primeira temporada de 8 episódios da série de reality shows da competição, Kicking & Screaming.
Em 12 de fevereiro de 2018, Simone foi anunciada como a protagonista do reboot de The Greatest American Hero; no entanto, a  ABC acabou por não dar continuidade ao projeto.

## Vida Pessoal
Simone casou com o músico Jesse Giddings em 2016, após quase quatro anos de namoro. Simone anunciou sua gravidez em abril de 2017 e deu à luz seu filho no início de agosto.

## Filmografia

### Filme
| Ano  | Título                | Papel         | Notas |
| ---- | --------------------- | ------------- | ----- |
| 2011 | Sati Shaves Her Head  | Nikki         | Curta |
| 2013 | Oldboy                | Stephanie Lee |       |
| 2015 | Miss India America    | Sonia Nielson |       |
| 2015 | Lemonade              | Tasha         |       |
| 2016 | Flock of Dudes        | Beth          |       |
| 2016 | Folk Hero & Funny Guy | Emily         |       |
| 2016 | Odd Squad: The Movie  | Weird Emily   |       |
| 2017 | Band Aid              | Grace         |       |
| 2017 | Killing Gunther       | Sanaa         |       |

### Televisão
| Ano       | Título                     | Papel                       | Notas                             |
| --------- | -------------------------- | --------------------------- | --------------------------------- |
| 2005      | Kevin Hill                 | Larissa                     | Episódio: "Only Sixteen"          |
| 2005      | Kojak                      | Garota Sexy                 | 2 episódios                       |
| 2006      | Beautiful People           | Cliente no café             | Episódio: "A Tale of Two Parties" |
| 2009–2010 | WCG Ultimate Gamer         | Apresentadora               | 2 Temporadas                      |
| 2011–2018 | New Girl                   | Cece                        | Regular                           |
| 2012      | H+: The Digital Series     | Leena Param                 | websérie                          |
| 2013      | 1600 Penn                  | Princesa Abigail de Andorra | Episódio: "Bursting the Bubble"   |
| 2013      | So You Think You Can Dance | Ela mesma/Jurada convidada  | Episódio: "Las Vegas Callbacks"   |
| 2013      | Hot Package                | Modelo                      | Episódio: "Pilot"                 |
| 2017      | Kicking & Screaming        | Apresentadora               |                                   |

### Outras mídias
| Ano  | Título e Artista                | Notas                | Refs   |
| ---- | ------------------------------- | -------------------- | ------ |
| 2014 | "Angel in Blue Jeans" by Train  | Personagem de título | [ 9 ]  |
| 2016 | "Same Air" by The Rocket Summer | Garota em queda      | [ 16 ] |